# Huixtepec
Huixtepec es una localidad del estado mexicano de Guerrero. Es parte del municipio de Ometepec.

## Toponimia
El nombre «Huixtepec» proviene de los términos en náhuatl: huitztic, espina; tepetl, cerro; co, locativo. Su significado es «en el cerro espinoso».

## Demografía
| Gráfica de evolución demográfica |
|                                  |

| Censo | Población |
| ----- | --------- |
| 1900  | 1 036     |
| 1910  | 679       |
| 1921  | 711       |
| 1930  | 857       |
| 1940  | 1 010     |
| 1950  | 969       |
| 1960  | 1234      |
| 1970  | 1 367     |
| 1980  | 1 578     |
| 1990  | 2 231     |
| 2000  | 3 050     |
| 2010  | 3 370     |
| 2020  | 3 387     |